# Saquarema
Saquarema, amtlich Município de Saquarema, ist eine Großstadt im Bundesstaat Rio de Janeiro in Brasilien.
Saquarema liegt in der Region Costa do Sol etwa 73 km von der Hauptstadt Rio de Janeiro entfernt. Die Stadt hatte 91.938 Einwohner gemäß Schätzung zum 1. Juli 2021 und verfügt über schöne Strände (wie z. B. Barra Nova, Boqueirão, Itaúna, Jaconé, Vilatur) und den Stadtstrand im Ort Vila (Saquarema). Dieser Strand bietet wegen der hohen Dünung die Bedingungen zum Wellenreiten.
Die Stadt lebt hauptsächlich vom Tourismus und wird auch die Landeshauptstadt des Surfens genannt. Hier finden regelmäßig nationale und internationale Wettkämpfe im Surfen statt. Teile des Strands gehören zum Staatspark Parque Estadual da Costa do Sol.
Im Jahre 2003 wurde ein großes Volleyballzentrum eröffnet. In diesem Zentrum trainiert die nationale Auswahl von Brasilien.